# كهف الرخام

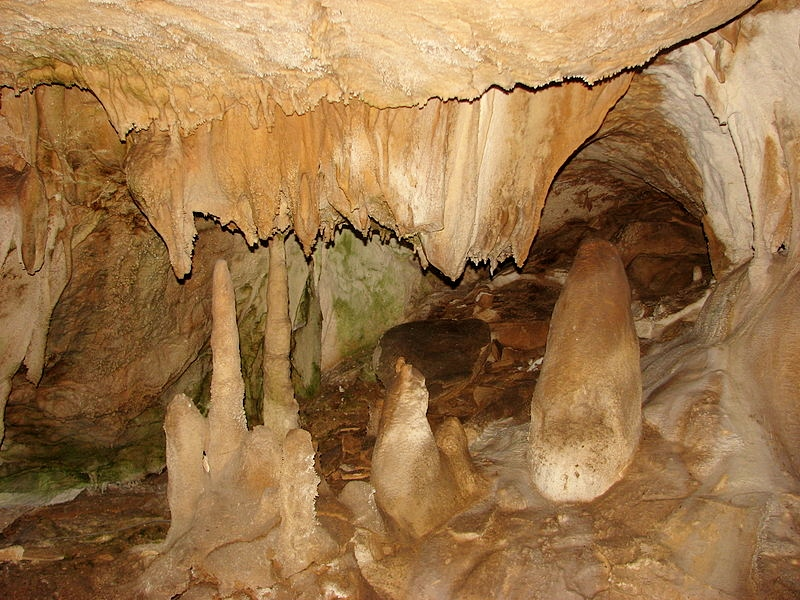
منظر من داخل الكهف

كهوف الرخام ( (بالروسية: Мра́морная пещера)‏ ، (بالأوكرانية: Мармурова печера)‏ Crimean Tatar ) هو كهف يقع في شبه جزيرة القرم، في الهضبة السفلية لشاتير داغ، وهو عبارة عن كتلة جبلية. والكهف موقع جذب سياحي شهير، إذ يعتبر أحد أكثر الكهوف زيارة في أوروبا.
بسبب تفرده، أصبح كهف الرخام مشهورًا في جميع أنحاء العالم. يعتبره علماء الكهوف من بين أجمل خمسة كهوف على هذا الكوكب وأحد عجائب الدنيا السبع الطبيعية في أوكرانيا. في عام 199 ، تم إدراجه ضمن قائمة الرابطة الدولية للكهوف المجهزة.

## التاريخ
عام 1987، اكتشف فريق علم الكهوف في سيمفروبول كهفًا فيه نظام معقد من القاعات والمناظر تتراوح بين آلاف الرؤوس والقباب. كان الكهف الجديد الذي يقع على ارتفاع 920 متر (3,020 قدم) فوق مستوى سطح البحر يسمى بكهف الرخام (كما سمي في البداية بكهف "الأفغاني")، وذلك لأنه يتكون من الحجر الجيري الرخامي. في عام 1988، نظّم مركز سياحة أونيكس جولات لمشاهدة معالم الكهف، ما استدعى بناء مسارات خرسانية وتركيب إضاءة فيه.